# توم سیکس
توم سیکس (هلندی: Tom Six؛ زادهٔ ۲۹ اوت ۱۹۷۳) فیلم‌نامه‌نویس، کارگردان فیلم، تهیه‌کننده فیلم، نویسنده، و تدوین‌گر اهل هلند است. وی از سال ۲۰۰۴ میلادی تا کنون مشغول فعالیت بوده‌است.
از فیلم‌ها یا مجموعه‌های تلویزیونی که وی در آن‌ها نقش داشته‌است، می‌توان به هزارپای انسانی و هزارپای انسانی ۲ اشاره نمود.